# Blankenstraat

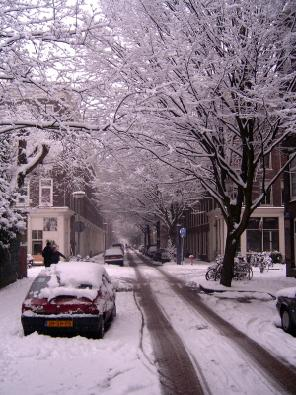
De Blankenstraat in Amsterdam en de kruising met de 2e Leegwaterstraat

De Blankenstraat is een straat in de Czaar Peterbuurt in Amsterdam.
De straat is een parallelstraat van de Czaar Peterstraat en was vroeger een onderdeel van de lijnbanen van de VOC waar de touwen voor de Compagnie werden gedraaid.
De straat is vernoemd naar waterbouwkundig ingenieur Jan Blanken (1775-1838).

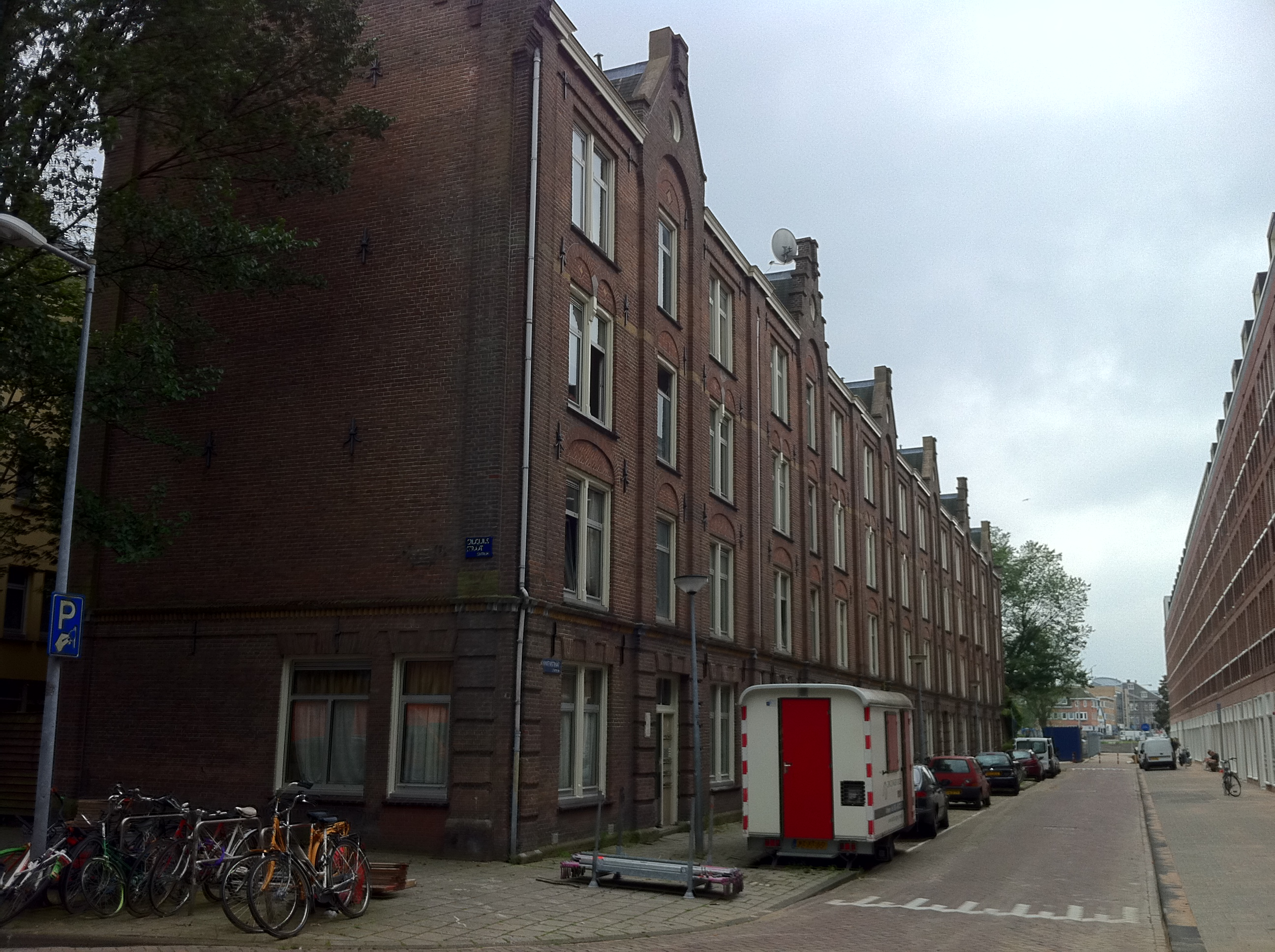
Arbeiderswoningen van de Amsterdamsche Vereeniging tot het bouwen van Arbeiderswoningen, 48 2-kamerwoningen uit 1878-1879

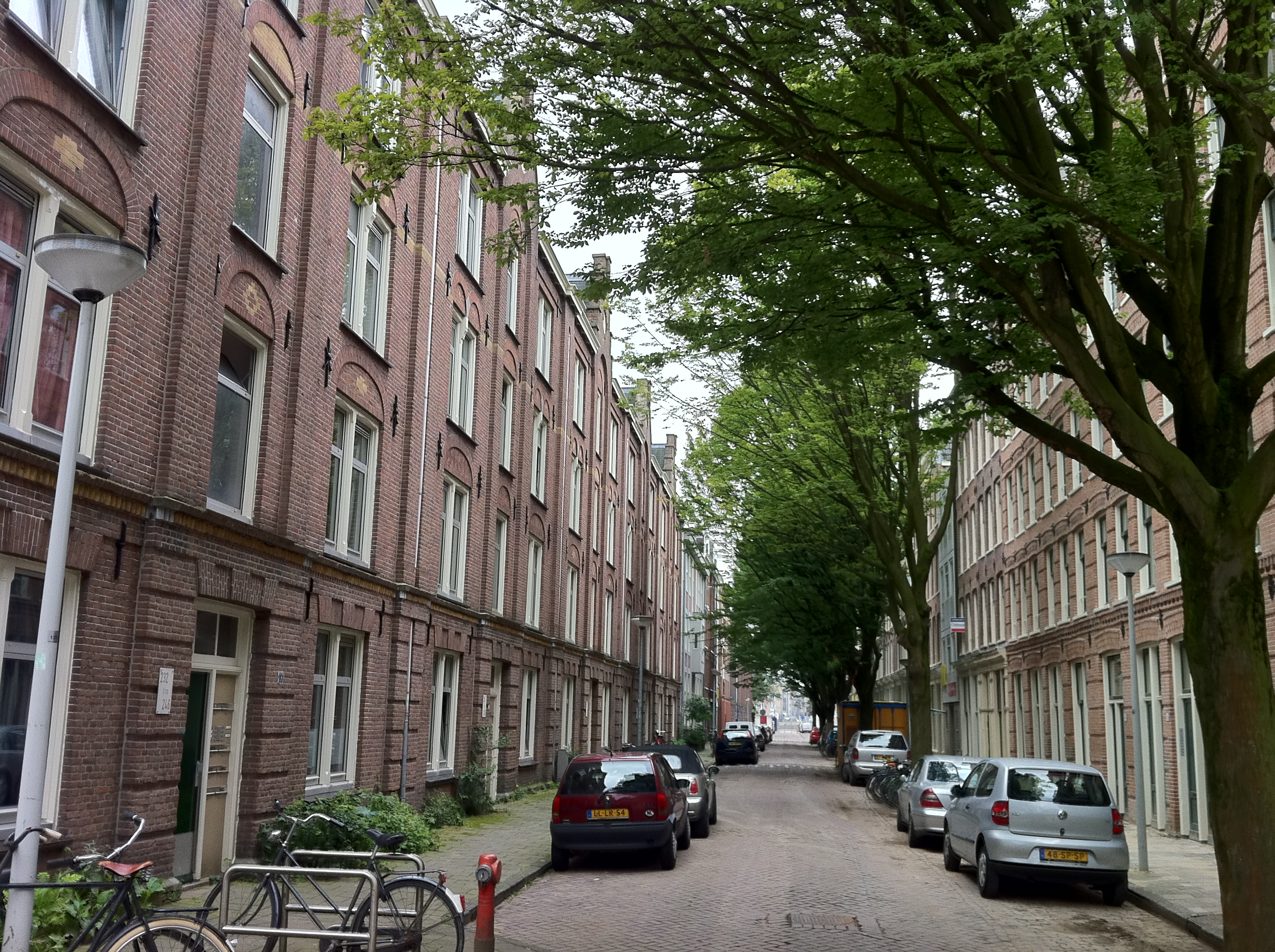
Blankenstraat, juli 2011

In de Blankenstraat stonden onder andere de voormalige Dubbeltjespanden, die zijn gesloopt en hebben plaatsgemaakt voor gebouw 'De Keyzer' (oplevering 2011). Ook staat er nog een oude school; de Basisschool der 1e klasse nr. 112. Dit gebouw wordt echter niet meer als school gebruikt. De rest van de bebouwing stamt uit het einde van de 19e en het begin van de 20e eeuw met uitzondering van een enkel woonblok uit het laatste kwart van de 20e eeuw. Een woonblok met 48 tweekamerwoningen verdeeld over zes portieken werd in 1878 gebouwd door de Amsterdamsche Vereeniging tot het bouwen van Arbeiderswoningen. In 1881 bouwde deze vereniging nog eens 40 tweekamerwoningen aan de Blankenstraat 32-40.

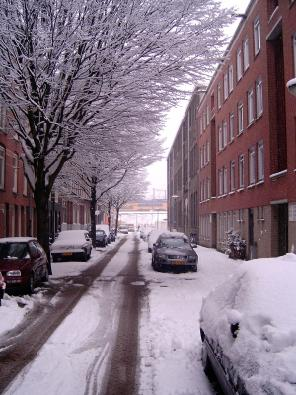
Blankenstraat in Amsterdam met op de achtergrond de voormalige Basisschool der 1e klasse nr. 112

Aan het begin van de Blankenstraat staat een gebouw met de naam De Engel dat vanaf 6 oktober 2000 t/m 1 december 2006 gefunctioneerd heeft als politiebureau in de populaire Nederlandse RTL 4 televisieserie Baantjer. Daarnaast zijn enkele scènes van de Nederlandse speelfilm Ciske de Rat in de Blankenstraat opgenomen. Ook enkele scènes uit de Nederlandse serie Oud Geld zijn in de Blankenstraat opgenomen. De serie De co-assistent is daar ook gedeeltelijk opgenomen. Alhoewel de Nederlandse serie Het Blok vooral in de Czaar Peterstraat opgenomen werd, lagen een paar panden uit die serie eigenlijk in de Blankenstraat. Ten slotte zijn er ook een aantal televisie reclamespots opgenomen in de Blankenstraat.